# Metacantharis keiseri
Metacantharis keiseri es una especie de coleóptero de la familia Cantharidae.

## Distribución geográfica
Habita en Groenlandia.